# Spionen (film, 1911)
Spionen är en svensk dramafilm från 1911 i regi av Otto Høy. 

## Om filmen
Filmen premiärvisades 7 november 1911 på Stora Biografteatern i Malmö. Filmen spelades in vid Stora Biografteaterns ateljé i Malmö och Köpenhamns hamn. Som förlaga har man Sir Max Pemberton roman Kronstadt som utgavs 1898 den utgavs i svensk översättning 1899 under titeln Spionen i Kronstadt.

## Roller
- Agnes Nyrup-Christensen - Marian Best
- Poul Welander - Paul Zaugnlich, kapten vid Bastion 3
- Arnold Christensen - Stefanovitch, general
- Fröken Christensen Hans dotter
- Arvid Ringheim - Bonzo, överste